# Mucor racemosus
Mucor racemosus är en svampart. Mucor racemosus ingår i släktet Mucor och familjen Mucoraceae.

## Underarter
Arten delas in i följande underarter:
- chibinensis
- sphaerosporus
- racemosus